# Șah (situație în jocul de șah)
|   | a                                                                                                 | b                                                                                                 | c                                                                                                 | d                                                                                                 | e                                                                                                 | f                                                                                                 | g                                                                                                 | h                                                                                                 |   |
| 8 | a8 black king · d8 black rook · g5 white bishop · h4 white pawn · e3 black knight · d1 white king | a8 black king · d8 black rook · g5 white bishop · h4 white pawn · e3 black knight · d1 white king | a8 black king · d8 black rook · g5 white bishop · h4 white pawn · e3 black knight · d1 white king | a8 black king · d8 black rook · g5 white bishop · h4 white pawn · e3 black knight · d1 white king | a8 black king · d8 black rook · g5 white bishop · h4 white pawn · e3 black knight · d1 white king | a8 black king · d8 black rook · g5 white bishop · h4 white pawn · e3 black knight · d1 white king | a8 black king · d8 black rook · g5 white bishop · h4 white pawn · e3 black knight · d1 white king | a8 black king · d8 black rook · g5 white bishop · h4 white pawn · e3 black knight · d1 white king | 8 |
| 7 | a8 black king · d8 black rook · g5 white bishop · h4 white pawn · e3 black knight · d1 white king | a8 black king · d8 black rook · g5 white bishop · h4 white pawn · e3 black knight · d1 white king | a8 black king · d8 black rook · g5 white bishop · h4 white pawn · e3 black knight · d1 white king | a8 black king · d8 black rook · g5 white bishop · h4 white pawn · e3 black knight · d1 white king | a8 black king · d8 black rook · g5 white bishop · h4 white pawn · e3 black knight · d1 white king | a8 black king · d8 black rook · g5 white bishop · h4 white pawn · e3 black knight · d1 white king | a8 black king · d8 black rook · g5 white bishop · h4 white pawn · e3 black knight · d1 white king | a8 black king · d8 black rook · g5 white bishop · h4 white pawn · e3 black knight · d1 white king | 7 |
| 6 | a8 black king · d8 black rook · g5 white bishop · h4 white pawn · e3 black knight · d1 white king | a8 black king · d8 black rook · g5 white bishop · h4 white pawn · e3 black knight · d1 white king | a8 black king · d8 black rook · g5 white bishop · h4 white pawn · e3 black knight · d1 white king | a8 black king · d8 black rook · g5 white bishop · h4 white pawn · e3 black knight · d1 white king | a8 black king · d8 black rook · g5 white bishop · h4 white pawn · e3 black knight · d1 white king | a8 black king · d8 black rook · g5 white bishop · h4 white pawn · e3 black knight · d1 white king | a8 black king · d8 black rook · g5 white bishop · h4 white pawn · e3 black knight · d1 white king | a8 black king · d8 black rook · g5 white bishop · h4 white pawn · e3 black knight · d1 white king | 6 |
| 5 | a8 black king · d8 black rook · g5 white bishop · h4 white pawn · e3 black knight · d1 white king | a8 black king · d8 black rook · g5 white bishop · h4 white pawn · e3 black knight · d1 white king | a8 black king · d8 black rook · g5 white bishop · h4 white pawn · e3 black knight · d1 white king | a8 black king · d8 black rook · g5 white bishop · h4 white pawn · e3 black knight · d1 white king | a8 black king · d8 black rook · g5 white bishop · h4 white pawn · e3 black knight · d1 white king | a8 black king · d8 black rook · g5 white bishop · h4 white pawn · e3 black knight · d1 white king | a8 black king · d8 black rook · g5 white bishop · h4 white pawn · e3 black knight · d1 white king | a8 black king · d8 black rook · g5 white bishop · h4 white pawn · e3 black knight · d1 white king | 5 |
| 4 | a8 black king · d8 black rook · g5 white bishop · h4 white pawn · e3 black knight · d1 white king | a8 black king · d8 black rook · g5 white bishop · h4 white pawn · e3 black knight · d1 white king | a8 black king · d8 black rook · g5 white bishop · h4 white pawn · e3 black knight · d1 white king | a8 black king · d8 black rook · g5 white bishop · h4 white pawn · e3 black knight · d1 white king | a8 black king · d8 black rook · g5 white bishop · h4 white pawn · e3 black knight · d1 white king | a8 black king · d8 black rook · g5 white bishop · h4 white pawn · e3 black knight · d1 white king | a8 black king · d8 black rook · g5 white bishop · h4 white pawn · e3 black knight · d1 white king | a8 black king · d8 black rook · g5 white bishop · h4 white pawn · e3 black knight · d1 white king | 4 |
| 3 | a8 black king · d8 black rook · g5 white bishop · h4 white pawn · e3 black knight · d1 white king | a8 black king · d8 black rook · g5 white bishop · h4 white pawn · e3 black knight · d1 white king | a8 black king · d8 black rook · g5 white bishop · h4 white pawn · e3 black knight · d1 white king | a8 black king · d8 black rook · g5 white bishop · h4 white pawn · e3 black knight · d1 white king | a8 black king · d8 black rook · g5 white bishop · h4 white pawn · e3 black knight · d1 white king | a8 black king · d8 black rook · g5 white bishop · h4 white pawn · e3 black knight · d1 white king | a8 black king · d8 black rook · g5 white bishop · h4 white pawn · e3 black knight · d1 white king | a8 black king · d8 black rook · g5 white bishop · h4 white pawn · e3 black knight · d1 white king | 3 |
| 2 | a8 black king · d8 black rook · g5 white bishop · h4 white pawn · e3 black knight · d1 white king | a8 black king · d8 black rook · g5 white bishop · h4 white pawn · e3 black knight · d1 white king | a8 black king · d8 black rook · g5 white bishop · h4 white pawn · e3 black knight · d1 white king | a8 black king · d8 black rook · g5 white bishop · h4 white pawn · e3 black knight · d1 white king | a8 black king · d8 black rook · g5 white bishop · h4 white pawn · e3 black knight · d1 white king | a8 black king · d8 black rook · g5 white bishop · h4 white pawn · e3 black knight · d1 white king | a8 black king · d8 black rook · g5 white bishop · h4 white pawn · e3 black knight · d1 white king | a8 black king · d8 black rook · g5 white bishop · h4 white pawn · e3 black knight · d1 white king | 2 |
| 1 | a8 black king · d8 black rook · g5 white bishop · h4 white pawn · e3 black knight · d1 white king | a8 black king · d8 black rook · g5 white bishop · h4 white pawn · e3 black knight · d1 white king | a8 black king · d8 black rook · g5 white bishop · h4 white pawn · e3 black knight · d1 white king | a8 black king · d8 black rook · g5 white bishop · h4 white pawn · e3 black knight · d1 white king | a8 black king · d8 black rook · g5 white bishop · h4 white pawn · e3 black knight · d1 white king | a8 black king · d8 black rook · g5 white bishop · h4 white pawn · e3 black knight · d1 white king | a8 black king · d8 black rook · g5 white bishop · h4 white pawn · e3 black knight · d1 white king | a8 black king · d8 black rook · g5 white bishop · h4 white pawn · e3 black knight · d1 white king | 1 |
|   | a                                                                                                 | b                                                                                                 | c                                                                                                 | d                                                                                                 | e                                                                                                 | f                                                                                                 | g                                                                                                 | h                                                                                                 |   |

În jocul de șah, o declarație de șah este o amenințare cu captura imediată a regelui. Un rege amenințat în acest mod este considerat „în șah” (adică sub control). Această formulă este folosită ocazional, și la amenințarea cu captura imediată a damei (cum ar veni „șah la damă”), dar, în general, nu se utilizează acest ultim exemplu, părerile fiind împărțite în funcție de regulamentul de joc de șah urmat.
Cuvântul „șah” provine (prin intermediul limbii arabe) din cuvântul persan shah = "rege".
Îndepărtarea/eliminarea amenințării cu șah, se face într-unul dintre următoarele moduri:
- Capturând atacatorul.
- Interpunând o piesă între piesa atacantă și regele atacat (ceea ce nu este posibil în cazul în care piesa atacantă este un cal).
- Mutând regele într-un câmp în care nu este amenințat.

Dacă nu este posibila efectuarea niciuneia dintre aceste trei opțiuni, atunci regele amenințat se găsește în situație de șah-mat și jocul se încheie aici cu victoria jucătorului care a produs respectiva amenințare de șah. 
Un dublu șah se dă întotdeauna prin intermediul unui procedeu numit șah prin descoperire, altfel spus, atunci când jucătorul care lansează amenințarea de șah a mutat o piesă care în afara faptului că amenință cu șah, permite (prin eliberarea câmpului ei de acțiune) încă unei alte piese să amenințe cu șah regele advers. Ca un exemplu, a se vedea diagrama.

## Vezi și
- Șah (joc)
- Șah mat